# Castello di Gravina
Das Castello di Gravina ist die Ruine einer Höhenburg in der Gemeinde Gravina in Puglia in der italienischen Region Apulien. Kaiser Friedrich II. ließ die Burg in den Jahren 1223–1231 errichten. Sie diente hauptsächlich dem Kaiser als Jagdschloss, aber auch für Treffen der Diözesankurie.

## Geschichte
Die Existenz dieses Gebäudes ist bezeugt durch alte Dokumente, wie die „Cose notablie“ des Chronisten Giovanni Villani, in Bezug zu den verschiedenen „Domus“, die der Kaiser in Apulien bauen ließ; die Definition als „Parco cinto di mura per l’uccellagioni“ (dt.: durch eine Mauer eingefriedeter Vogelpark) schreibt ihm Giorgio Vasari zu, der es als Jagdstation und Gebäude für Generalversammlungen der Kurie qualifiziert, aber auch durch jüngere Untersuchungen, die im 19. und 20. Jahrhundert von D. W. Schulz und Bertaux durchgeführt wurden.

## Beschreibung
Die Burg hat einen rechteckigen Grundriss und bedeckt eine Fläche von 58,5 Metern × 29 Metern. Sie wurde aus Werkstein erbaut und besaß vier Flankierungstürme und verschiedene unterirdische Räume.
Die Burg von Gravina in Puglia hatte drei Stockwerke (einschließlich des Zwischengeschosses), von denen nur Teile der Umfassungsmauern und des Kellers erhalten sind. Sobald man eintritt, findet man sich in einem großen Innenhof, der halb überdacht und halb offen ist. Dort liegen die Türen, die Zugang zu den Erdgeschossräumen vermitteln: Die Stallungen, die Küchen, die Läger, das Speisezimmer und andere Räume.
In der Burg gibt es eine große, gerade Treppe, die ins Zwischengeschoss führt. Dort liegen die Räume der Falknerei und des Dienstpersonals. Das Obergeschoss ist für die Räume des Burgherrn reserviert. Die Schlafgemächer sind durch Doppelfenster belichtet, die mit fein behauenem Stein verziert sind.
Aus diesen Fenstern hatte und hat man zwischen den Resten einen imponierenden Ausblick: Man sieht nicht nur die gesamte Stadt Gravina in Puglia, sondern auch den kalabrisch-lukanischen Appennin und einen großen Teil der Murge.